# Поленц, Петер фон
Пе́тер фон По́ленц (нем. Peter von Polenz; 1 марта 1928, Баутцен — 24 августа 2011, Корлинген, Рейнланд-Пфальц) — немецкий языковед, медиевист, исследователь истории немецкого языка. Внёс значительный вклад в развитие немецкой германистики, за что удостоен ряда премий и почётных званий. Внук писателя Вильгельма фон Поленца.

## Биография
Петер фон Поленц происходит из саксонского дворянского рода Поленцев. Его дедушка — Вильгельм Поленц — знаменитый немецкий писатель, романист и новеллист. Петер родился в городе Баутцен в 1928 году. После окончания обучения по специальности германистика у Теодора Фрингса и Людвига Эриха Шмитта со степенью кандидата наук он работал в качестве ассистента в Лейпцигском университете. В 1952 году он покинул университет. Во время становления ГДР Петер был отстранён от научной работы, из-за чего он бежал в ФРГ.
В ФРГ Петер фон Поленц работал в Марбургском университете, где в 1958 он прошёл хабилитацию. В 1961 Поленцу было присвоено звание профессора Гейдельбергского университета, где с 1964 он преподавал филологию и лингвистику. С 1975 по 1993 Поленц руководил кафедрой лингвистики и германистики Трирского университета. С 1993 эмеритировался, но продолжил научную деятельность. В 2011 году Петер фон Поленц скончался в коммуне Корлинген в пяти километрах к юго-востоку от Трира.
Поленц имеет множество наград и почётных званий. В 1980 он был удостоен Премии Конрада Дудена, в 2000 году — Премии немецкого языка. В 1992 Петер фон Поленц стал член-корреспондентом Саксонской академии наук, в 2003 — почётным доктором Лейпцигского университета.

## Основные труды
Среди главных и наиболее фундаментальных трудов Поленца можно выделить «Историю немецкого языка» (Geschichte der Deutschen Sprache) с подробным обзором исторических этапов развития языка, «Историю немецкого языка со времён позднего средневековья до наших дней» (Deutsche Sprachgeschichte vom Spätmittelalter bis zur Gegenwart, 3 Bände, 1994), в которой дан подробный анализ истории и проведено подробное исследование языка в политическом контексте, и «Синтаксическую семантику» (Deutsche Satzsemantik. Grundbegriffe des Zwischen-den-Zeilen-Lesens. de Gruyter, Berlin 1985; 2., durchgesehene Auflage 1988; 3., unveränderte Auflage 2008).